# أندريا باربيريس
أندريا باربيريس (بالإيطالية: Andrea Barberis)‏ (11 ديسمبر 1993 بجنوة في إيطاليا - ) هو لاعب كرة قدم إيطالي في مركز الوسط. شارك مع منتخب إيطاليا تحت 18 سنة لكرة القدم ومنتخب إيطاليا تحت 19 سنة لكرة القدم. أما مع النوادي، فقد لعب مع نادي بيزا ونادي فاريسي ونادي كروتوني.

## روابط خارجية
- أندريا باربيريس على موقع قاعدة بيانات كرة القدم.إي يو (الإنجليزية)
- أندريا باربيريس على موقع Soccerway.com (الإنجليزية)
- أندريا باربيريس على موقع عالم كرة القدم.نت (الإنجليزية)
- أندريا باربيريس على موقع AS.com (الإسبانية)